# Vitor Hugo
Vitor Hugo (Guaraci, 1991. május 20. –) brazil labdarúgó, jelenleg az olasz Fiorentina játékosa.

## Pályafutása
Vitor Hugo a Santo André csapatában kezdte pályafutását, majd játszott az SC Recife és az América csapatában is, de első jelentősebb sikereit a Palmeiras csapatával érte el, amellyel 2015-ben Brazil Kupát, 2016-ban pedig bajnoki címet nyert. 2017-ben szerződött Európába, az olasz Fiorentina 8 000 000 eurót fizetett érte klubjának.
2018. március 11-én a Benevento elleni bajnokin a klubban lőtt első gólját a március 4-én elhunyt csapatkapitány, Davide Astori emlékének ajánlotta, akinek arcképét a gólöröme közben pólóján is magán viselte.

## Sikerei, díjai

### Palmeiras
- Brazil kupa : 2015
- Campeonato Brasileiro Série A : 2016

#### Statisztika
2017. május 30-án frissítve
| Klub      | Szezon   | Bajnokság       | Bajnokság | Nemzeti Kupa    | Nemzeti Kupa | Nemzetközi      | Nemzetközi | Állami kupa     | Állami kupa | Egyéb           | Egyéb | Összesen        | Összesen |
| Klub      | Szezon   | Pályára lépések | Gólok     | Pályára lépések | Gólok        | Pályára lépések | Gólok      | Pályára lépések | Gólok       | Pályára lépések | Gólok | Pályára lépések | Gólok    |
| --------- | -------- | --------------- | --------- | --------------- | ------------ | --------------- | ---------- | --------------- | ----------- | --------------- | ----- | --------------- | -------- |
| Palmeiras | 2015     | 30              | 4         | 10              | 2            | –               | –          | 16              | 2           | 0               | 0     | 56              | 8        |
| Palmeiras | 2016     | 28              | 4         | 1               | 0            | 6               | 0          | 16              | 1           | 0               | 0     | 51              | 5        |
| Palmeiras | Összesen | 54              | 8         | 11              | 2            | 6               | 0          | 32              | 3           | 0               | 0     | 103             | 13       |